# 吉爾摩山 (奧次地)
70°28′S 159°46′E / 70.467°S 159.767°E
吉爾摩山（英語：Mount Gillmor）是南極洲的山峰，位於奧次地，處於斯文德森冰川源頭以南，屬於烏薩爾普山脈的一部分，海拔高度2,185米，美國地質調查局根據測量和該國海軍的空中照片繪入地圖，現時由南極條約體系管理。